# Tocaia
Tocaia  é um filme brasileiro de 1951, dirigido por Eurides Ramos, a partir do seu roteiro com J. B. Tanko, com direção de fotografia de Hélio Barrozo Netto. Nos papeis centrais estão Fada Santoro, Cyll Farney, Solange França, Renato Restier e Fregolente. Terceiro filme protagonizado por Fada Santoro e Cyll Farney.

## Elenco[3]
| Ator/Atriz     | Personagem |
| -------------- | ---------- |
| Fada Santoro   | Maria Rosa |
| Cyll Farney    | Carlos     |
| Solange França | Mariana    |
| Renato Restier | Zico       |
| Fregolente     | Zé Pedro   |
| Graça Mello    | Rodrigo    |
| João Celestino | Chumbinho  |
| Zé Trindade    |            |
| Zizinha Macedo |            |